# Baptisten in Nepal
Baptisten in Nepal gibt es nachweislich seit 1962. Die meisten nepalesischen Baptisten sind in der Nepal Baptist Church Council zusammengeschlossen. Daneben existiert eine geringe Zahl von sogenannten Freien Baptisten, darunter die Original Free Will Baptists.

## Geschichte
Zur baptistischen Vorgeschichte in Nepal gehört die Entwicklungshilfe, die auf Bitten des damaligen Königs die United Mission to Nepal (UMN) ab 1951 leistete. Die Hilfsorganisation, in der der Baptistische Weltbund mit sieben anderen Kirchen zusammenarbeitete, durfte sich allerdings nur in den Bereichen Sozialarbeit, medizinische Versorgung und schulische Bildung betätigen. Es war den beteiligten Konfessionen strengstens verboten, in dem hinduistisch geprägten Land zu predigen oder gar zu evangelisieren. Trotz widriger Umstände entstand 1966 als Ergebnis der UMN-Wirksamkeit eine überkonfessionelle evangelische Kirche, die Christ of Christ in Nepal. An ihrem Aufbau beteiligten sich auch verschiedenen baptistische Missionen.
Die eigentlichen Anfänge der baptistischen Mission reichen in das Jahr 1962 zurück. Eine Krankenschwester, die im Dienst der Baptist Missionary Society (BMS) stand, wurde medizinische Mitarbeiterin der UMN und sechs Jahre später offizielle Missionarin der BMS. 1983 entsandten die Southern Baptists ein Missionsehepaar nach Nepal. Ihr Einsatzort war das UMN-Hospital in Tansen. 1989 kehrten viele Nepalesen aus dem indischen Bundesstaat Nagaland in ihre angestammte Heimat zurück. Unter ihnen waren viele politisch Verfolgte, vor allem Kommunisten, die in Indien Zuflucht gefunden hatten. Manche von ihnen waren dort auf Baptisten gestoßen und Christen geworden. Nach ihrer Rückkehr begannen sie sofort unter ihren Landsleuten zu evangelisieren und Baptistengemeinde zu gründen. Nur drei Jahre später gründeten sieben Gemeinden die Vereinigung Nepal Baptist Church Council (NBCC). Am 11. April 1993, der NBCC war inzwischen auf acht Gemeinden mit rund 250 gläubig getauften Mitgliedern angewachsen, wurde die Aufnahme in den Baptistischen Weltbund beantragt. Denton Lotz (1939–2019), damals Generalsekretär des Baptistischen Weltbundes, sowie Edwin Lopez und Bonny Resu als Vertreter der Asian Baptist Federation führten die Verhandlungen, die nach nur kurzer Zeit zum Erfolg führten.
Das Wachstum der nepalesischen Baptistenbundes hält an: 1995 waren es bereits 40 lokale Gemeinden mit ungefähr 5000 Mitgliedern, die dem NBCC angehörten. 2017 waren es 248 Ortsgemeinden mit insgesamt rund 19.000 Mitgliedern. Im April 2018 konnte Lotz nach seiner Teilnahme an den Feierlichkeiten anlässlich des 25-jährigen Jubiläums von 192 einheimischen ordinierten Baptistenpastoren und von der Einrichtung einer theologischen Ausbildungsstätte mit damals 48 Studenten berichten. Heute arbeiten fast nur noch indigene baptistische Missionare in Nepal. Unter ihnen sind auch pensionierte Pastoren, die ihren Ruhestand für ausgedehnte Missionsreisen innerhalb des Landes nutzen.